# Rüdiger Döhler

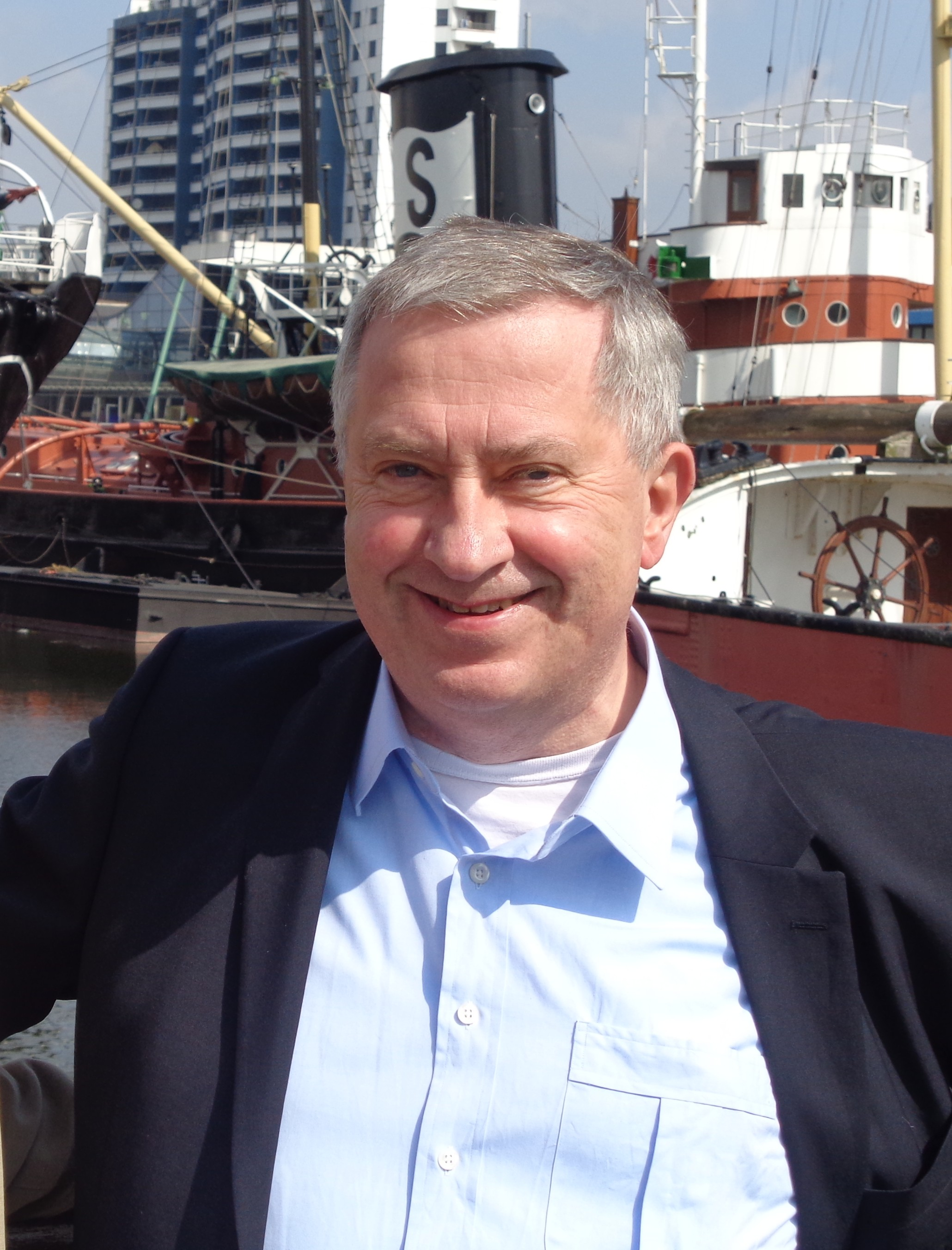
Rüdiger Döhler, 2017

Rüdiger Döhler, genannt Roger Döhler (* 24. August 1948 in Rochlitz; † 28. September 2022 in Plau am See), war ein deutscher Orthopäde und Chirurg. Er veröffentlichte unter anderem zur Medizin- und Studentengeschichte.

## Leben

### Werdegang
Döhler wuchs im sächsischen Erlau und in Hohen Neuendorf auf. 1958 floh seine Familie nach Bremerhaven. Nach dem Abitur an der Wilhelm-Raabe-Schule ging er in der Crew X/67 als Reserveoffizieranwärter (San) zur Bundesmarine. Als Seekadett entlassen, studierte er mit einem Bundeswehr-Stipendium an der Christian-Albrechts-Universität zu Kiel Medizin. Seit Januar 1969 Fuchs im Corps Palaiomarchia-Masovia, wurde er im Juni 1969 recipiert. Nach dem Physikum wechselte er an die Ruprecht-Karls-Universität Heidelberg. Da er 1973 für den SC zu Kiel Vorortsprecher des Kösener SC-Verbandes werden sollte, kehrte er zum Sommersemester 1972 in den Norden zurück. Nach zwei Semestern an der Universität Hamburg beendete er das Studium in Kiel. Nach dem Staatsexamen im Januar 1975 wirkte er als Medizinalassistent in Kiel (Innere Medizin), Bremerhaven (Chirurgie) und Essen (Pathologie). Döhler wurde 1976 an der Kieler Chirurgie bei Gert Zierott zum Dr. med. promoviert. Am Universitätsklinikum Essen blieb er nach der Approbation noch ein Jahr bei Lutz-Dietrich Leder, um sich mit den Grundlagen der Knochentumoren vertraut zu machen. Von April 1977 bis November 1979 war er Assistenzarzt bei Günther Heinemann in der Chirurgie des Klinikum Minden.  Seine Ausbildung zum Facharzt für Orthopädie absolvierte er 1983 bei Walter Blauth am Universitätsklinikum Kiel.
1984 ging Döhler nach Schottland und war dort mit einem Stipendium der Deutschen Forschungsgemeinschaft Research Fellow an der University of Edinburgh bei Sean P. F. Hughes. Klinisch tätig war er als Honorary Registrar am Princess Margaret Rose Orthopaedic Hospital und als Locum Lecturer in der Royal Infirmary. Das Royal College of Surgeons of Edinburgh verlieh ihm 1999 die Fellowship.
Im Jahr 1985 wurde Döhler Oberarzt in der Landeshauptstadt Kiel. Um sich der operativen Behandlung von Skoliose, Spondylitis und Spondylolisthesis zu widmen, war er ab 1988 bei Hans-Henning Matthiaß im Universitätsklinikum Münster tätig. 1990 beendete er seine Tätigkeit in der Orthopädie. Bei Friedrich Hennig in der Asklepios Klinik Altona wurde er 1992 auch Chirurg. Im Jahr darauf erlangte er die Schwerpunktbezeichnung Unfallchirurgie. Seine Forschungsarbeit setzte er bei Werner Lierse in der Anatomie des Universitätsklinikums Hamburg-Eppendorf fort. 1993 erfolgte seine Habilitation. Von der Universität Hamburg wurde er zum Privatdozenten ernannt.
In Mecklenburg-Vorpommern beteiligte sich Döhler ab 1995 als Chefarzt gemeinsam mit seiner Frau Marlo am Aufbau des neuen Krankenhauses in Plau am See. Schwerpunkte waren die Polytraumaversorgung, die Endoprothetik und die Septische Chirurgie. Seit 1996 an die Charité umhabilitiert, baute er ab 1998 mit Jacek Kotas und Robert Jäckel das in Mecklenburg-Vorpommern erste Zentrum für Handchirurgie mit Replantationsdienst auf. 2006 wurde Döhler von der Universität Greifswald zum außerplanmäßigen Professor ernannt.
Im Januar 2008 wechselte er in den Dienst des Berufsgenossenschaftlichen Unfallkrankenhauses Hamburg (BUK), das ihn für einige Monate als Durchgangsarzt an das Klinikum Elmshorn und dann an das BG Reha-Zentrum City Hamburg abstellte. Für die Marseille-Kliniken AG war er 2010 als designierter Ärztlicher Direktor am Centro Médico La Paz in Bata, Äquatorialguinea. Ab Januar 2011 war er im BUK Hamburg für Forschung und Lehre zuständig.
Nach seinem Eintritt in den Ruhestand im Jahr 2013 fuhr Döhler bei vier Reisen auf der Deutschland als Schiffsarzt mit.
Seit 2014 lebte Döhler mit seiner Frau wieder in Plau am See. Er starb am 28. September 2022 nach langer, schwerer Krankheit.

### Engagement

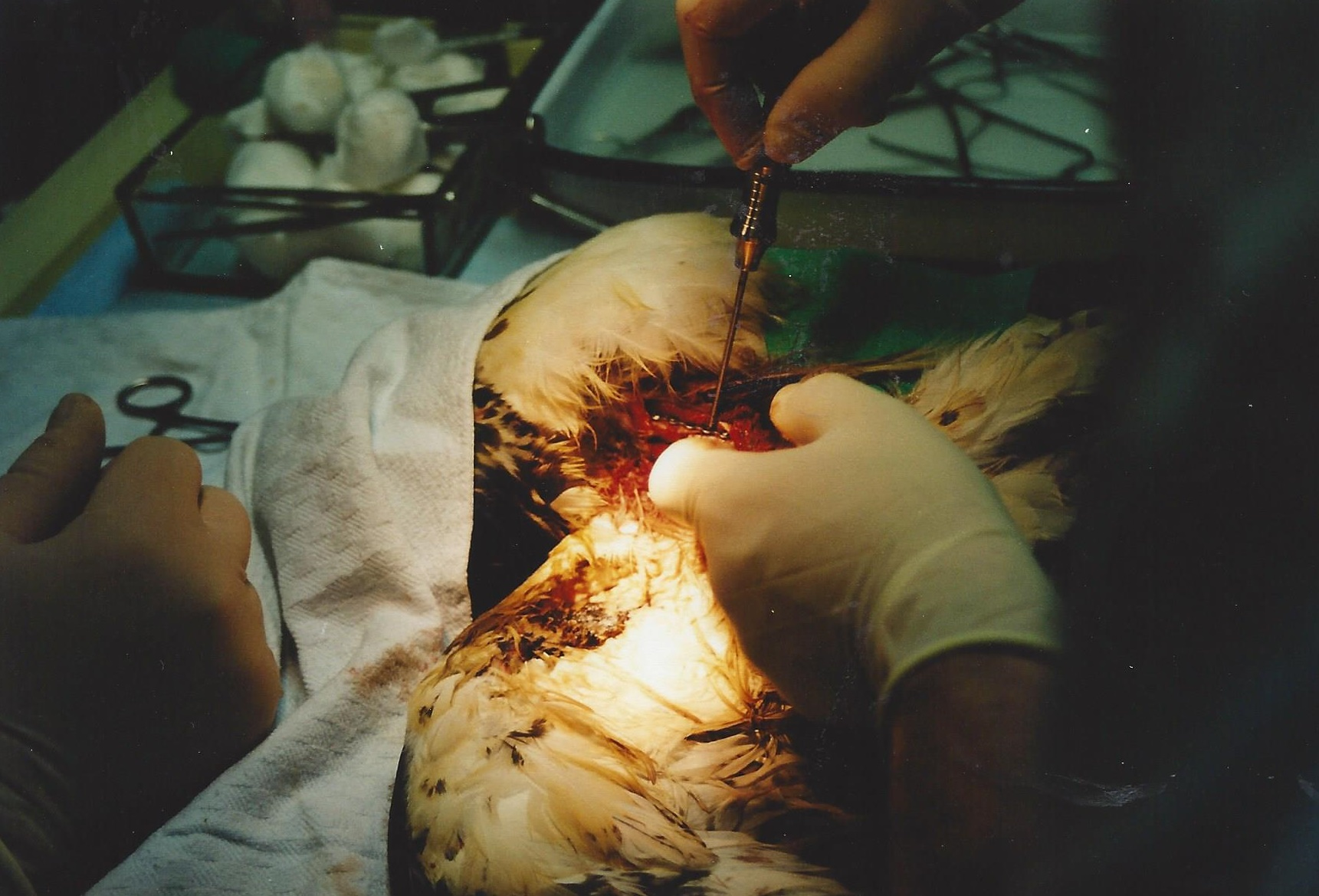
Unfallchirurgie beim Bussard

Mit dem damaligen Plauer Bürgermeister Hans-Heinrich Jarchow begründete Döhler 1996 die Patenschaft des Plauer Krankenhauses für den Sanitätsabschnitt der Fregatte Mecklenburg-Vorpommern. Er förderte die zivil-militärische Zusammenarbeit mit dem Plauer Krankenhaus und der Universitätsmedizin Greifswald.
Für den Adler- und Falkenhof Burg Wredenhagen half Döhler einem Tierarzt in Röbel/Müritz bei der Versorgung von verletzten Greifvögeln. Von 1999 bis 2004 wurden 32 Vögel einer Osteosynthese unterzogen, 23 konnten wieder ausgewildert werden. Mit einem Stuttgarter Unfallchirurgen operierte er im März 2001 am Saddam Center for Reconstructive Surgery in Bagdad. Für das Friedensdorf International und die Stiftung „Erinnerung, Verantwortung und Zukunft“ operierte er in Plau Patienten aus Polen, der Ukraine, Zentralasien und Afrika.
Die Gründungsversammlung vom Förderverein der Plauer Marienkirche wählte Döhler am 7. September 2007 zum Vorsitzenden. Er konnte dieses Ehrenamt wegen kurzfristiger beruflicher Veränderung nicht antreten, blieb dem Verein aber verbunden.

### Musikalisches Wirken
Döhler spielte Klavier, häufig musizierte er mit Christiane Klonz Klavier zu vier Händen. Mit dem Collegium Musicum Parchim wurde Johann Sebastian Bachs Doppelkonzert für Cembali c-Moll (BWV 1060) aufgeführt; am Reformationstag 1999 in der Marienkirche Plau und zu Bachs 315. Geburtstag in der Georgenkirche Parchim. Mit zwei Kollegen aus gründete er das Mecklenburger Ärztetrio, ein Klaviertrio, das regional mit klassischen Werken konzertierte. Anlässlich des 100-jährigen Bestehens der Deutschen Gesellschaft für Orthopädie und Traumatologie 2001 trat er mit dem Collegium Musicum Parchim im Konzerthaus Berlin auf, wo er den 1. Satz von Bachs Cembalokonzert d-Moll BWV 1052 begleitet vom Orchester der Universität Magdeburg unter der Leitung von Günther Hoff spielte. Im folgenden Frühjahr spielte dieselbe Besetzung Barockmusik im Pantheon in Rom, in der Basilika San Francesco in Assisi und der Magdeburger Kirche St. Petri.

### Sonstiges
Döhler segelte in Kieler Wochen, in der 39. Nordseewoche (Rund Skagen) und in der Cowes Week 1975 (Fastnet Race). Im August 1982 segelte er von Oban (Argyll and Bute) durch den Kaledonischen Kanal über die Nordsee nach Skagen und Kiel. Seit 1980 Ehrenritter des Johanniterordens, betreute er von 1982 bis zur Wende die Krankenhäuser des Ordens in Stendal und Genthin. Als Rechtsritter schied er 1990 auf eigenen Antrag aus dem Orden aus. Er betrieb den Wiederaufbau des Corps Masovia Königsberg zu Potsdam und war 2001 bis 2006 Vorsitzender des Altherrenvereins. 1993 wurde er im 1. Zerstörergeschwader von Kapitän zur See Jörg Owen zum Flottenarzt der Reserve befördert. 1994 hospitierte er am National Naval Medical Center. Er erhielt das Abzeichen für seefahrendes Personal in Silber und war ab 2003 Regimentskommandeur des Lazarettregiments 71 (na). Mit der Auflösung der Reservelazarettorganisation wurde er im Dezember 2007 von Berndt Röder und Arno Roßlau im Hamburger Rathaus verabschiedet. Für seine Wikipedia-Arbeit zu den Trägern des Bundesverdienstkreuzes dankte ihm Bundespräsident Joachim Gauck 2014 mit der Einladung zum Adventskonzert im Schloss Bellevue. Zum 75. Jahrestag des Stauffenberg-Attentats hielt Döhler am 21. Juli 2019 eine Gedenkrede in der Hinrichtungshalle in der Gedenkstätte Plötzensee.

### Privates
Aus der ersten Ehe mit der Cellistin Engel von Bülow aus der aufgrund der Bodenreform 1945 enteigneten Linie Beyernaumburg hatte  Rüdiger Döhler zwei Töchter und einen Sohn. In zweiter Ehe war er mit Marlo, geb. Kröpelin, verheiratet.

## Mitgliedschaften und Ehrenämter
- Mitglied des Academischen Clubs zu Hamburg (seit 1992)[40]
- Landesarzt der Johanniter-Unfall-Hilfe Schleswig-Holstein (1986–1990)
- Beirat Chirurgische Allgemeine, seit der Gründung 2000[41]
- Beirat awiso, seit der Gründung 2005[42]
- Vorsitzender des Vereins für corpsstudentische Geschichtsforschung (2009–2022)

## Veröffentlichungen (Auswahl)

### Pathologie, Chirurgie und Orthopädie

#### Zeitschriftenartikel
- mit C. Stambolis und W. Havers: Wilms-Tumor mit Budd-Chiari-Syndrom und rechtsatrialem Tumorthrombus. pädiatrische praxis 20 (1978), S. 243–247; chirurgische praxis 25 (1979), S. 95–99.
- mit G. Heinemann: Eventration des Zwerchfells mit ipsilateraler Nebenlunge und intestinaler Nonrotation. Z Kinderchir 25 (1978), S. 258–262.
- mit C. Stambolis und L.-D. Leder: Massive Leberzellnekrosen bei Herzinsuffizienz. Medizinische Welt 11 (1979), S. 393–396, PMID 431370.
- mit G. Heinemann: Angeborene Zwerchfell-Eventration. Fortschritte der Medizin 97 (1979), S. 1769–1771. PMID 540896
- mit G. Zierott: Intraoperative Spülungen mit Kochsalzlösung und Kanamycin in Hinblick auf die Wundheilung. chirurgische praxis 25 (1979), S. 571–575.
- mit G. Heinemann, W. Busanny-Caspari, M. D. Farrar: Chondrosarcoma of the first metatarsal – primary or secondary to enchondroma? Arch Orthop Traumat Surg 95 (1979), S. 221–225, doi:10.1007/BF00460122.
- mit D. Harms: Intraossäre Lipome. Z Orthop 119 (1981), S. 138–141, doi:10.1055/s-2008-1051435.
- mit M. Mann: Die Hüftluxation beim Spina bifida-Kind und ihre Behandlung. Schleswig-Holsteinisches Ärzteblatt 11/1981, S. 548–551.
- mit H.-L. Poser, D. Harms und H.-R. Wiedemann: Systemic lipomatosis of bone: a case report. J Bone Joint Surg [Br] 64-B (1982), S. 84–87, doi:10.1302/0301-620X.64B1.7068726.
- Knochenzysten – warten oder operieren? Schleswig-Holsteinisches Ärzteblatt 11/1983, S. 787–792.
- mit L. Al-Arfaj und W. Löffler: Komplette Unterarmfrakturen bei Kindern. Möglichkeiten und Grenzen der konservativen Therapie. Eine Analyse von 195 Fällen. Unfallheilkunde 86 (1983), S. 22–27, PMID 6836769.
- mit J.-D. Herrlinger: Hyperostose der Sternoklavikulargelenke – eine Enthesopathie? Z Orthop 121 (1983), S. 92–97, doi:10.1055/s-2008-1051321.
- mit B. Helbig und P. Wagner: Mobilization of frozen shoulder under general anaesthesia. Acta Orthop Belg 49 (1983), S. 267–274, PMID 6868988.
- Multiple Chondrome – Heilung nach pathologischer Fraktur. RöFo 141 (1984), S. 716–717, doi:10.1055/s-2008-1053224.
- mit H. Hamelmann und U. Lasson: Aggressive Fibromatosen. Der Chirurg 55 (1984), S. 174–178, PMID 6714018
- mit B. Helbig: Fasciitis nodularis beim Sportschützen. Z Orthop 123 (1985), S. 76–78, doi:10.1055/s-2008-1045113.
- mit M. R. H. Khan und S. Hughes: Instability of the cervical spine after anterior interbody fusion: A study on its incidence and clinical significance in 21 patients. Arch Orthop Traumat Surg 104 (1985), S. 247–250, doi:10.1007/BF00450219.
- Die sogenannte Chondropathia patellae. Wehrmedizinische Monatsschrift 30 (1986), S. 288–293.
- mit W. A. Souter, I. Beggs und G. D. Smith: Idiopathic hyperphosphatasia with dermal pigmentation: A twenty year follow-up. J Bone Joint Surg [Br] 68-B (1986), S. 305–310, doi:10.1302/0301-620X.68B2.3007527.
- mit S. Hughes: Fibrous dysplasia of bone and the Weil-Albright syndrome. Internat Orthop 10 (1986), S. 53–62, doi:10.1007/BF00266273.
- mit R. A. Buxton und A. W. Kinninmonth: Second femur fracture after hemiarthroplasty of the hip: salvage procedure by Partridge bands and long-stemmed prosthesis. Arch Orthop Trauma Surg 105 (1986), S. 375–376. doi:10.1007/BF00449947.
- mit S. Robertson und S. Hughes: The effect of sympathomimetic drugs on bone capillaries. Arch Orthop Traumatic Surg 105 (1986), S. 62–65, doi:10.1007/BF00625663.
- mit Th. v. Rothkirch und O. Schwarz: Morbus Köhler I: Langzeitbeobachtungen bei 31 Fällen. Beitr Orthop Traumatol 34 (1987), S. 361–364, PMID 3663088.
- Ankylosierende Hyperostose des Sternoklavikulargelenks. Dtsch Med Wochenschr 112 (1987), S. 304–305, doi:10.1055/s-2008-1068048.
- mit S. Hughes, K. M. Tan, H. J. Watson und J. H. S. Scott: Lateral mass fusion for lower back pain. Arch Orthop Traumat Surg 106 (1987), S. 381–384, doi:10.1007/BF00456874.
- mit Atli Þór Ólason: Deltaformation in foot polydactyly. Arch Orthop Traumat Surg 107 (1988), S. 348–353, doi:10.1007/BF00381060.
- mit G. Hasselhof, F. F. Hennig: Femurnagelung von Küntscher. Eine 74-jährige Krankengeschichte. Der Chirurg 62 (1991), S. 639, PMID 1760959
- mit F. F. Hennig, H. J. Raithel und K. H. Schaller: Nickel-, chrom- and cobalt-concentrations in human tissue and body fluids of hip prosthesis patients. J Trace Elem Electrolytes Health Dis 6 (1992), S. 239–243, PMID 1304233
- mit M.-L. Hansmann: Plasmazelluläre und sklerosierende Osteomyelitis. Eine Nachuntersuchung von 21 Patienten. Der Chirurg 64 (1993), S. 190–194, PMID 8482127
- mit F. Hennig und S. Hughes: Zur Reagibilität von kortikalen Knochenkapillaren. Funktionelle TEM-Analyse mit Adrenalin, ATP und Insulin. Langenbeck’s Arch Chir 380 (1995), S. 176–183, doi:10.1007/BF00207726.
- mit S. P. F. Hughes: Morphologische Wirkung von Adrenalin und Insulin auf Knochenkapillaren nach Rezeptorenblockade. Eine funktionelle TEM-Analyse. Langenbeck’s Arch Chir 382 (1997), S. 164–166, doi:10.1007/BF00207726.
- Erkrankungen der Wirbelsäule – interdisziplinäre Herausforderungen. Med Welt 46 (1996), S. 171–174.
- mit J. Menck und A. Döbler: Zur Vaskularisation des Humerus. Langenbeck’s Arch Chir 382 (1997), S. 123–127, doi:10.1007/BF02498662.
- mit R. Feeser: The helix wire in proximal humeral fractures. Osteosynthese International 8 (2000), S. 224–227.
- mit L. Nebermann und L. Perlick: Treatment of enterogenic endotoxinemia with lactoferrin in rats. Langenbeck´s Arch Surg 386 (2001), S. 146–149, doi:10.1007/s004230000191.
- mit L. Nebermann: Bovine colostrum in oral treatment of enterogenic endotoxaemia in rats. Crit Care 6 (2002), S. 536–539, doi:10.1186/cc1819.
- Suprakondyläre Korrekturosteotomie beim posttraumatischen Cubitus varus. Unfallchirurg 105 (2002), S. 397–400, doi:10.1007/s00113-001-0368-1.
- Brauchen wir neue Hüftendoprothesen? Chirurgische Allgemeine 7 (2006), S. 471–475.
- mit M. Napp, B. Stengel und J. Buschmann: Osteofibröse Dysplasie der Tibia Campanacci. Ein 12-Jahresergebnis. Der Chirurg 80 (2009), S. 241–244. doi:10.1007/s00104-008-1591-x

#### Buchbeiträge
- mit E. Schuchardt und J. Hassenpflug: Funktionelle Anatomie und Diagnostik am Bandapparat des Kniegelenkes, in: R. Rahmanzadeh, M. Faensen (Hrsg.): Bandverletzungen an Schulter, Knie- und Sprunggelenk. Schnetztor, Konstanz 1983, S. 57–69.
- mit W. Blauth: Zur Behandlung großer Achillessehnendefekte, in: H. Rieckert (Hrsg.): Sportmedizin – Kursbestimmung. Springer, Berlin Heidelberg 1987, S. 252–259.
- mit W. Blauth: Kniegelenksnahe Umstellungsosteotomien, in: W. Küßwetter (Hrsg.): Kniegelenksnahe Osteotomien. Thieme, Stuttgart New York 1987, S. 10–28.
- Verletzungen und ihre Folgen, in: A. Reichelt (Hrsg.): Orthopädie. Enke, Stuttgart 1993, ISBN 3-432-25201-3. GoogleBooks
  - Orthopädische Gesichtspunkte in der Traumatologie der Haltungs- und Bewegungsorgane, S. 203–208.
  - Orthopädische Aspekte und Spätfolgen von Verletzungen der Wirbelsäule, S. 251–253.
  - Verletzungen und Verletzungsfolgen des Schultergelenkes, S. 276–277.
  - Verletzungen und Verletzungsfolgen an Ellenbogengelenk und Unterarm, S. 281–282.
  - Verletzungen und Verletzungsfolgen am Hüftgelenk, S. 345–347.
  - Verletzungen und Verletzungsfolgen am Kniegelenk, S. 374–376.
  - Verletzungen und Verletzungsfolgen am oberen Sprunggelenk, S. 379–380.
  - Verletzungen und Verletzungsfolgen am unteren Sprunggelenk, S. 407.
- mit H. von Kroge, P. Sweeney und D. Berghoff: Die Duokopfendoprothese bei medialen Schenkelhalsfrakturen – eine retrospektive Analyse von 205 Patienten, in: H.-G. Breyer (Hrsg.) Bipolare Hüftgelenksprothesen. Einhorn, Reinbek 1996, S. 85–90.
- mit A. Jürgens, K. Mader, K. Seide, J. Madert, A. Simon, J. Cruse, M. Liehn: Orthopädie, Unfallchirurgie und Handchirurgie (Kapitel 3), in: OP-Handbuch. Grundlagen, Instrumentarium, OP-Ablauf, 7. Auflage. Springer, Berlin Heidelberg 2021, S. 177–268.

### Medizingeschichte
- Vom Barbier zum Chirurgen – Johann Dietz. Ein barockes Bürgerleben. Chirurgische Allgemeine 14. Jg. (2013), 10. Heft, S. 617–622.
- mit Thaddäus Zajaczkowski und A. M. Zamann: Ludwig von Riediger – ein großer, in Deutschland vergessener Chirurg. Der Chirurg 84 (2013), S. 602–606. doi:10.1007/s00104-013-2496-x
- mit L. Konstantinou: Die Skelett-Tuberkulose – eine der ältesten Erkrankungen der Menschheit. Chirurgische Allgemeine 16. Jg. (2015), 10. Heft, S. 556–558.
- mit Th. Zajaczkowski: Geist und Handwerk der Chirurg Heinrich Klose. Der Chirurg 87 (2016), S. 614–618. doi:10.1007/s00104-016-0201-6
- mit Peter Kolmsee: Preußens Sanitätsdienst in den Einigungskriegen. Wehrmedizinische Monatsschrift 8 (2016), S. 254–258.
- mit Th. Zajaczkowski und J. Wiesner: Großer Mann der zweiten Reihe – der Danziger Chirurg Arthur Barth. Chirurgische Allgemeine 18. Jg. (2017), 9. Heft, S. 436–439.
- mit Th. Zajaczkowski: Der polnische Chirurg Antoni Jurasz – Frankfurt, Posen, Edinburgh, New York. Der Chirurg 90 (2019), S. 762–768. doi:10.1007/s00104-019-1002-5
- mit Th. Zajaczkowski: Wilhelm Schultze – „Listers Apostel“ in Deutschland und Japan. Chirurgische Allgemeine 21. Jg. (2020), Heft 11–12, S. 585–589.
- mit Th. Zajaczkowski und Caris-Petra Heidel: Johann Adam Kulmus – zur Bedeutung seiner anatomischen Tabellen für die Chirurgie in Europa und für die Medizinerausbildung in Japan. Der Chirurg 61 (2020), S. 1070–1077. doi:10.1007/s00104-020-01231-6
- Der Chirurg Wilhelm Wagner und der Oberschlesische Knappschaftsverein. Der Chirurg 62 (2021), S. 742–748, doi:10.1007/s00104-021-01388-8
- mit Th. Zajaczkowski: Wilhelm Baum – Pionier der Danziger Chirurgie, Mentor und Lehrer von Theodor Billroth, Ordinarius in Greifswald und Göttingen. Der Chirurg 92 (2021), S. 1147–1154, doi:10.1007/s00104-021-01501-x
- mit Th. Zajaczkowski: Antoni Tyzenhauz (1733–1785) – inicjator rozwoju przemysłu, nauki, kultury i sztuki, założyciel Szkoły Położnych i Szkoły Lekarskiej w Grodnie [Initiator der Entwicklung von Industrie, Wissenschaft, Kultur und Kunst, Gründer der Hebammenschule und der medizinischen Schule in Grodno]. Przegląd Urologiczny 2/2022, S. 72–76.
- mit Th. Zajaczkowski: Felix Hagen – Pionier der Urologie in Pommern. Chirurgische Allgemeine 2022.

### Studentengeschichte
- Deutscher Idealismus und Corpsstudententum, in: S. Sigler: Freundschaft und Toleranz. 200 Jahre Corps Bavaria zu Landshut und München. München 2006, ISBN 3-932965-86-8, S. 183–188.
- Der Seniorenconvent zu Königsberg. Ostpreußen und seine Corps vor dem Untergang. Einst und Jetzt, Jahrbuch des Vereins für corpsstudentische Geschichtsforschung, ISSN 0420-8870:
  - Teil I: Die Albertus-Universität – Die Königsberger Korporationen. Bd. 52 (2007), S. 147–176.
  - Teil II: Ostpreußen nach dem Ersten Weltkrieg – Das Königsberger Korporationsstudententum von 1918 bis 1933 (Otto v. Schott) – Corpsstudenten in der Verwaltung Ostpreußens Alte Corpsstudenten und Ostpreußen – Bibliographie. Bd. 54 (2009), S. 219–288.
- Säulen Preußens – Corpsstudenten als Oberpräsidenten preußischer Provinzen. Einst und Jetzt, Bd. 55 (2010), S. 143–148.

### Herausgaben und Bücher
- OP-Handbuch. Grundlagen, Instrumentarium, OP-Ablauf. 7 Auflagen. Springer, Berlin Heidelberg New York 1995–2021.
- Lexikon Orthopädische Chirurgie. Springer, Berlin Heidelberg New York 2003, Neudruck 2013, ISBN 978-3-642-62529-9.
- Corps Masovia. Die 175-jährige Geschichte von Königsbergs ältester und Potsdams erster Korporation im 21. Jahrhundert. München 2005, ISBN 3-00-016108-2. GoogleBooks
- mit G. von Klitzing: Siegfried Schindelmeiser: Die Albertina und ihre Studenten 1544 bis WS 1850/51 und Die Geschichte des Corps Baltia II zu Königsberg i. Pr. Erstmals vollständige, bebilderte und kommentierte Neuausgabe der acht Teile in zwei Bänden mit einem Anhang, zwei Registern und einem Vorwort von Franz-Friedrich Prinz von Preußen. München 2010, ISBN 978-3-00-028704-6.
- als Hrsg. mit Heinz-Jürgen Schröder und Eike Sebastian Debus: Chirurgie im Norden. Zur 200. Tagung der Vereinigung Norddeutscher Chirurgen in Hamburg 2017. Mit einem Geleitwort von Horst Hamelmann und einem historischen Beitrag von Jutta von Campenhausen. Kaden Verlag, Heidelberg 2017, ISBN 978-3-942825-67-2.